# Neutennig
Neutennig ist ein Gemeindeteil der Gemeinde Weißenbrunn im Landkreis Kronach (Oberfranken, Bayern).

## Geografie
Die Einöde liegt in der Talmulde eines linken Zuflusses des Leßbachs am Fuße der Anhöhe Kugel (467 m ü. NHN, 0,7 km südlich). Eine Gemeindeverbindungsstraße führt nach Reuth zur Kreisstraße KC 5 (0,8 km nördlich) bzw. an Untertennig vorbei nach Eichenbühl (0,8 km südwestlich).

## Geschichte
Gegen Ende des 18. Jahrhunderts gab es in Neutennig ein Anwesen. Das Hochgericht übte das Rittergut Küps aus. Es hatte ggf. an das bambergische Centamt Kronach auszuliefern. Die Grundherrschaft über das Gütlein hatte das Rittergut Küps.
Mit dem Gemeindeedikt wurde Neutennig dem 1808 gebildeten Steuerdistrikt Küps und der 1818 gebildeten Ruralgemeinde Eichenbühl zugewiesen. Am 1. Juli 1971 wurde Neutennig im Zuge der Gebietsreform in Bayern in Weißenbrunn eingegliedert.

### Einwohnerentwicklung
| Jahr      | 001818 | 001861 | 001871 | 001885 | 001900 | 001925 | 001950 | 001961 | 001970 | 001987 |
| Einwohner |        | 5      | 7      | 6      | 4      | 6      | 6      | 3      | 7      | 3      |
| Häuser    | 1      |        |        | 1      | 1      | 1      | 1      | 1      |        | 1      |
| Quelle    | [ 5 ]  | [ 7 ]  | [ 8 ]  | [ 9 ]  | [ 10 ] | [ 11 ] | [ 12 ] | [ 13 ] | [ 14 ] | [ 1 ]  |

## Religion
Der Ort ist evangelisch-lutherisch geprägt und nach Weißenbrunn gepfarrt.